# 吉林士兵携枪出逃事件
吉林士兵携枪出逃事件发生在2011年11月9日，驻扎在吉林市解放军部队四名士兵（林鹏汉、杨帆、李鑫鑫、张新岩）携带一把95式自动步枪和795发子弹（95式460发、92式300发、77式35发）逃离军队。
当天下午，出逃士兵与警方交火，其中三人被击毙，一人被逮捕。据称，警方也有两人死亡，一人受伤。
舒兰市警方的紧急通报显示：四名士兵中有三人是2010年入伍的列兵，另外还有一名2005年入伍的老兵，军衔为中士。
关于士兵出逃的动机未有官方说法。亦有报道否认了四人家中遭遇强制拆迁。北京时间当天晚间19点起，中國大陸所有新闻网站及香港的凤凰网开始将相关新闻紧急撤下。通过Google搜索到的新闻链接，点击后会出现“页面已撤销”等提示。